# ويليام بيلي (لاعب كريكت)
ويليام بيلي (بالإنجليزية: William Bailey)‏ (20 يوليو 1898 في أستراليا - 27 فبراير 1983 في أستراليا) هو لاعب كريكت أسترالي. لعب مع فريق فكتوريا للكريكت.

## وصلات خارجية
- ويليام بيلي (لاعب كريكت) على موقع إي آس بي آن كريك إنفو (الإنجليزية)